# 桑德芒廷 (新墨西哥州)
桑德芒廷（英語：Thunder Mountain）是位於美國新墨西哥州聖菲縣的普查規定居民點。

## 人口
根據2020年美國人口普查的數據，桑德芒廷的面積為11.46平方千米，當中陸地面積為11.45平方千米，而水域面積為0.01平方千米。當地共有人口1171人，而人口密度為每平方千米102.18人。